# 1918 Егійон
1918 Егійон (1918 Aiguillon) — астероїд головного поясу, відкритий 19 жовтня 1968 року.
Тіссеранів параметр щодо Юпітера — 3,163.